# Stroik (aerofony)
Stroik – incytator w niektórych aerofonach piszczałkowych i idiofonach dętych; element instrumentu muzycznego służący do wprowadzania w drganie słupa powietrza zawartego wewnątrz instrumentu lub rezonatora.
W instrumentach dętych drewnianych stroik wykonany jest z trzciny laskowej lub tworzywa sztucznego, w instrumentach dętych blaszanych rolę stroika spełniają odpowiednio napięte wargi grającego, oparte o ustnik z metalu (mosiądzu, stali czy aluminium).

## Rodzaje stroików
Istnieją trzy rodzaje stroików: pojedyncze kryjące, pojedyncze przelotowe oraz podwójne.

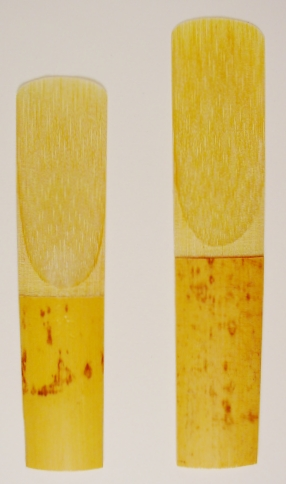
Stroiki saksofonów altowego i tenorowego

- Stroik pojedynczy kryjący – prostokątna cienka płytka przytwierdzana jednym końcem do spodu dzioba. Krawędź wolnego końca stroika kryjącego znajduje się w zakończeniu dzioba i wyoblona jest odwzorowując jego kształt. Stosowany np. w klarnecie i saksofonie.

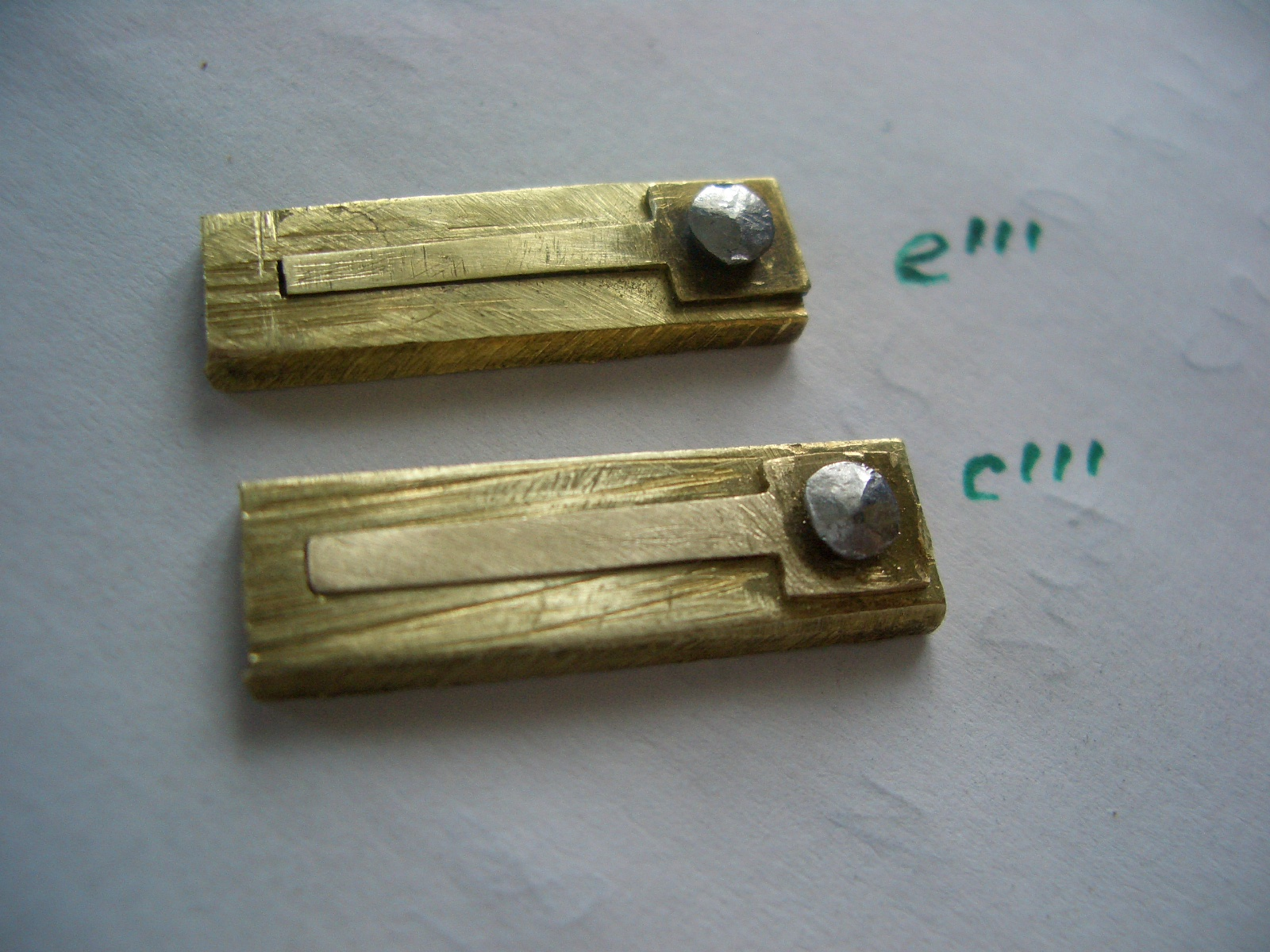
Stroiki wczesnego akordeonu diatonicznego

- Stroik pojedynczy przelotowy (języczek) – prostokątna cienka płytka przytwierdzana jednym końcem w ramce. Przekrój okienka ramki jest nieco większy od stroika, którego wolny koniec w czasie drgań waha się swobodnie w obie strony. Stosowany np. w akordeonie i fisharmonii.

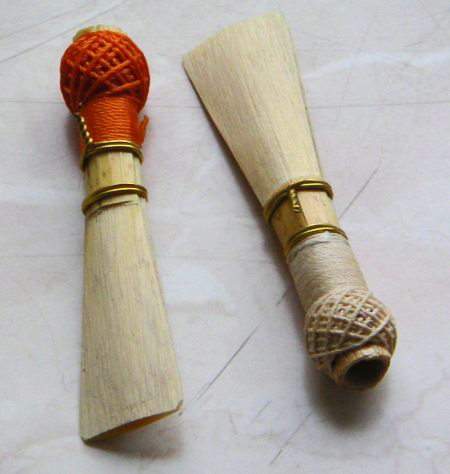
Stroiki fagotu

- Stroik podwójny – dwie cienkie płytki o kształcie łopatkowym, w szerszej części płaskie i stykające się krawędziami, w węższej wklęsłe i tworzące rurkę. Płytki połączone są na stałe w węższej części. Stosowany np. w fagocie, oboju.